# Datang
Datang est une ville de la République populaire de Chine, dans la province du Zhejiang, faisant partie de l'agglomération de Zhuji.

## Industrie
Datang est spécialisée dans la production de chaussettes. Une paire de chaussettes sur trois vendue dans le monde est fabriquée à Datang.